# 川村二郎
川村二郎（1928年1月28日—2008年2月7日），日本文艺评论家、德国文学专家。东京大学德文科毕业。著有《限界的文学》(1969)、《幻视与变奏》(1971)、《银河与地狱：幻想文学论》(1973)、《康镕斯城：物语与梦》(1977)、《内部季节的丰穣》(1978)、《感觉之镜：吉行淳之介论)(1979)、《语物的宇宙》(1981)等。其中《内部季节的丰穗》对“内向世代”作家群进行了深入的分析批评，在70年代末影响很大，作者本人亦由此被视为“内向派”批评家。译作有托马斯·曼的《布登勃洛克一家》、罗伯特·穆齐尔的《三个女人》等。